# 알리스 모렐미쇼
알리스 모렐미쇼(프랑스어: Alice Morel-Michaud, 1998년 10월 31일 ~ )는 캐나다의 배우이다.
몬트리올에서 태어났다.

## 영화
- 러브 프로젝트 (2014년)
- 내 생애 최고의 겨울 3D (2012년) - 줄리에 역
- 리틀 북 오브 리벤지 (2006년)
- 오로라 (2005년)